# Islas de Bu Tinah
Bu Tinah (en árabe: بوطينة) es un pequeño archipiélago en medio de formaciones de corales y vegetación marina a unos 25 km al sur de Zirku y 35 al norte de Marawah en los Emiratos Árabes Unidos. Se encuentra en las aguas de Abu Dhabi, está protegida como una reserva natural privada. La Isla de Bu Tinah, rica en biodiversidad, se encuentra dentro de la Reserva de la Biosfera marina Marawah con un territorio de más de 4.000 kilómetros cuadrados. La Reserva de la Biosfera es la primera y más grande reserva de la biosfera marina designada por la UNESCO. Ha sido un sitio reconocido de la UNESCO desde el año 2001. Cerrado a los visitantes, la pesca y la recolección de huevos de tortuga están prohibidos en Bu Tinah, siendo vigilada por patrullas de la armada.